# WWEザ・バッシュ
ザ・バッシュ（The Bash）はアメリカのプロレス団体WWEが主催する、プロレス興行の名称。また、同興行を扱うPPVの名称でもある。2004年から2008年まで行われたザ・グレート・アメリカン・バッシュ（The Great American Bash）から、2009年に短縮した名前に変更された。

## 試合結果

### 第1回大会（2009年）WWE The Bash 2009
- 開催日 : 6月28日
- 開催場所 : カリフォルニア州サクラメントのアルコ・アリーナ
- 観客動員数 :11,000人
- 公式大会曲 : Aranda - Whyyawannabringmedown

- ダーク・マッチ -Dark Match-

○Rトゥルース vs シェルトン・ベンジャミン●
- チャンピオンシップ・スクランブル形式ECW王座戦 -Championship Scramble for the ECW Championship-

○トミー・ドリーマー（c） vs クリスチャン vs ジャック・スワガー vs フィンレー vs マーク・ヘンリー
- マスク vs タイトルマッチ形式IC王座戦 -Mask vs Title match for the WWE Intercontinental Championship-

●クリス・ジェリコ（c） vs レイ・ミステリオ○
- ノーDQ, ノーカウントアウト・マッチ -No Disqualification, No Count Out Match-

○ドルフ・ジグラー vs グレート・カリ●
- トリプルスレット形式統一タッグ王座戦 -Triple Threat Match for the Unified WWE Tag Team Championship-

●コロンズ(カリート＆プリモ)（c） vs レガシー(テッド・デビアス＆コーディ・ローデス) vs エッジ＆クリス・ジェリコ○
- WWE女子王座戦 -WWE Women's Championship-

●メリーナ（c） vs ミシェル・マクール○
- 世界ヘビー級王座戦 -World Heavyweight Championship-

●CMパンク（c） vs ジェフ・ハーディー○
CMパンクの反則負けのため王座移動は無し
- ○ジョン・シナ vs ザ・ミズ●

- スリー・ステージ・オブ・ヘル・マッチ形式WWE王座戦 -Three Stages of Hell Match for the WWE Championship-

通常形式 -Straight-Forward Wrestling Match-
○ランディ・オートン（c） vs トリプルH●
フォールズカウントエニウェア形式 -Falls Count Anywhere Match-
●ランディ・オートン（c） vs トリプルH○
ストレッチャー・マッチ -Stretcher Match-
○ランディ・オートン（c） vs トリプルH●